# Paarungsverhalten

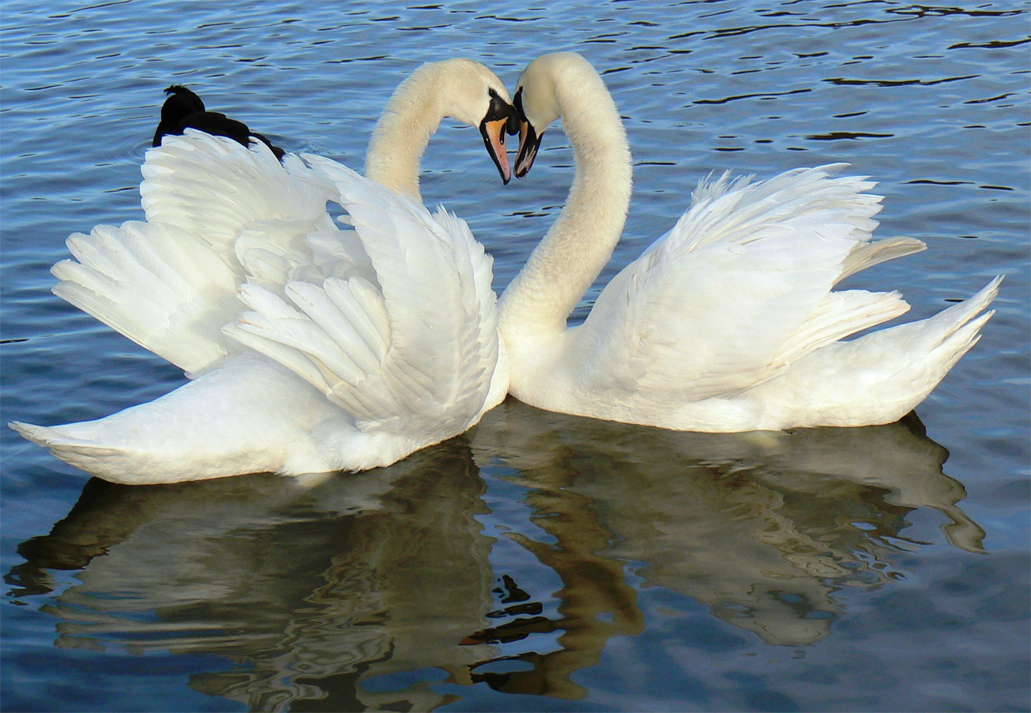
Die Balz als eine Phase im Paarungsverhalten von Höckerschwänen

Als Paarungsverhalten bezeichnet man die Gesamtheit des speziellen artspezifischen Verhaltens von Tieren während der unterscheidbaren Phasen der Paarungszeit.

## Definition, Unterteilung
Paarungsverhalten ist das artspezifische Verhalten von Tieren während der Paarungszeit. Grob eingeteilt umfasst es die drei Phasen
- Partnerwerbung (Umwerbung, Paarungseinleitung),
- die eigentliche – einfache oder mehrfache – Paarung (Kopulation, Begattung) und
- die Phase direkt nach der Paarung (Postkopula, Postkopulation, postkopulative Phase[1]).[2]

Je nach der Detailliertheit der Beobachtung können diese drei Phasen weiter unterteilt werden.

## Parameter
Die Art und Komplexität des Paarungsverhaltens hängt von der jeweiligen Tierart ab. Sie kann rein instinktiv ablaufen, d. h. komplexe, aus einfachen Verhaltenselementen zusammengesetzte Verhaltensweisen zeigen, die in ihrem Grundschema artkonstant (d. h. angeboren) sind, und die sich gegen andere Verhaltenskomplexe formal und physiologisch abgrenzen lassen. Bei höheren Säugetieren mit komplexer Sozialstruktur enthält das Paarungsverhalten auch erlernte Verhaltensweisen.
Weiterhin gehören zur Beschreibung des Paarungsverhaltens Untersuchungen, welche Parameter das eigentliche Paarungsverhalten auslösen, wann und wie oft es im Jahreszyklus auftritt (oder ob es nur ein einmaliges Ereignis ist), ob es eine spezielle geographische Umgebung erfordert, ob die betreffende Spezies ein monogames oder polygames Verhalten zeigt und ob es sich um Massen- oder Einzelverhalten handelt, welche Rolle dabei dem Männchen und welche dem Weibchen zukommt, und wie lange (Sekunden bis Wochen) das gesamte Paarungsverhalten dauert.

## Abgrenzungen
Die Abgrenzung von Paarungsverhalten zu anderen Verhaltensweisen von Tieren, beispielsweise vorangehendes Territorialverhalten oder nachfolgendes Brutpflegeverhalten, wird in der Verhaltensbiologie untersucht und beschrieben.
Im Zusammenhang mit Menschen wird der Begriff „Paarungsverhalten“ nur dann verwendet, wenn Verhaltensweisen von Mensch und Tier verglichen und nur die rein biologischen Aspekte betrachtet werden, oder – auf literarischer Ebene – wenn man einen Aspekt des menschlichen Sexualverhaltens ironisch-humorvoll auf ein Schlagwort reduzieren möchte.
Die Gesamtheit der Lebensäußerungen, Verhaltensweisen, Emotionen und Interaktionen von Menschen in Bezug auf ihr Geschlecht werden nicht „Paarungsverhalten“, sondern Sexualverhalten bzw. Sexualität des Menschen genannt.